# Riegelmine 43
Riegelmine 43 (Sprengriegel 43, R-Mine 43, RMi 43) – niemiecka mina przeciwpancerna z okresu II wojny światowej.
W odróżnieniu od okrągłych min typu Teller, metalowy korpus Riegelmine 43 miał bardzo wydłużony kształt o przekroju prostokątnym. Miny tego typu były zazwyczaj używane na drogach lub na otwartym polu.
Oprócz trzech zapalników naciskowych mina mogła być dodatkowo uzbrojona w zapalniki-pułapki utrudniające jej rozbrojenie.